# Martin Royalton-Kisch
Martin Royalton-Kisch (1952[réf. nécessaire] - ) est un historien de l'art et conservateur de musée britannique.
Spécialiste de la gravure et de l'art néerlandais et flamand, en particulier de Rembrandt, il a été le conservateur du département des estampes et dessins du British Museum à Londres de 1992 à 2009.

## Biographie
Martin Royalton-Kisch est membre du CODART (Curators of Dutch and Flemish Art — conservateurs de l'art néerlandais et flamand).
Martin Royalton-Kisch est conservateur du département des estampes et dessins du British Museum à Londres de 1992 à 2009. Il a organisé plusieurs organisations sur les vieux maîtres de l'estampe, en particulier Brueghel, Rubens, Rembrandt, Van Dyck, et les dessins français. Il a publié plusieurs monographies dont les principales sont Drawings by Rembrandt and his Circle (1992), The Light of Nature: Landscape Drawings and Watercolours by Van Dyck and his Contemporaries (1999), Rembrandt the Printmaker (2000), Pieter Bruegel the Elder. Drawings and Prints (2001) et French Drawings: Clouet to Seurat (2005). Il est l'auteur d'un grand catalogue de recherche en ligne concernant les dessins de Rembrandt et de ses élèves, Catalogue of Drawings by Rembrandt and his School in the British Museum (2010). Il a aussi collaboré dans des revues spécialisées telles que le Print Quarterly,.
Il est également commissaire d'exposition, comme en 2006, où il a organisé l'exposition Rembrandt as a printmaker à la Ferens Art Gallery, lors de l'« année Rembrandt ».
Il est toujours actif en 2017, notamment en donnant des conférences sur l'art néerlandais.

## Œuvre

### Monographies et catalogues d'exposition
- (en) Gainsborough and Reynolds in the British Museum : the drawings of Gainsborough and Reynolds with a survey of mezzotints after their paintings and a study of Reynolds' collection of Old Master drawings : catalogue of an exhibition at Department of Prints and Drawings in the British Museum, British Museum Publications Ltd for the Trustees, 1978 (ISBN 9780714107660, OCLC 5616613).
- (en) Leonardo, Michelangelo and the century of genius : master drawings from the British Museum, Art Gallery of South Australia, 1980 (ISBN 9780724334803, OCLC 7948454)
- (en) Adriaen van de Venne's album : in the Department of Prints and Drawings in the British Museum, British Museum, 1988 (ISBN 9780714116235, OCLC 18211421).
- (en) Drawings by Rembrandt and his circle in the British Museum, British Museum Press, 1992 (ISBN 9780714116402, OCLC 25902042).
- (en) Rembrandt & Van Vliet : a collaboration on copper, Museum het Rembrandthuis, Rembrandt Information Centre, 1996 (ISBN 9789040097829, OCLC 34806774).
- (en) Old master drawings from the Malcolm Collection, Londres, British Museum Press, 1996 (ISBN 9780714126104, OCLC 36167939).
- (en) The light of nature : landscape drawings and watercolours by Van Dyck and his contemporaries, British Museum Press for the Trustees of the British Museum, 1999 (ISBN 9780714126180, OCLC 40609151).
(fr) La lumière naturelle : dessins et aquarelles de paysage de Van Dyck et ses contemporains (ISBN 9782804602840, OCLC 468843847).
- (en) Erik Hinterding, Ger Luijten et Martin Royalton-Kisch (avec des contributions de Marijn Schapelhouman, Peter Schatborn et Ernst van de Wetering), Rembrandt the printmaker, Londres, British Museum Press in association with the Rijksmuseum, 2000, 384 p. (ISBN 978-1-57958-304-0, OCLC 45433312).
- (en) Rembrandt as printmaker, Hayward Gallery, 2006 (ISBN 9781853322556, OCLC 62761645).

### Participation
- (en) William W. Robinson, Bruegel to Rembrandt : Dutch and Flemish drawings from the Maida and George Abrams collection, Cambridge, Mass. et Londres, Harvard University Art Museums, Yale University Press, 2002, 299 p. (ISBN 978-0-300-09347-6, OCLC 901924255).Inclut un essai de Royalton-Misch.
- (en) Perrin Stein, French drawings from the British Museum : Clouet to Seurat, Londres, British Museum Press, 2005, 240 p. (ISBN 978-0-7141-2646-3, OCLC 61217650).Avec une contribution de Martin Royalton-Kisch.
- (en) VV. AA., Shop Talk : studies in honor of Seymour Slive : presented on his seventy-fifth birthday, Cambridge, Mass., Harvard University Art Museums, 1995 (ISBN 978-0-916724-85-6, OCLC 901069721).